# Fußball-Weltmeisterschaft 1930/Vorrunde
Diese Seite ist eine Unterseite zum Artikel Fußball-Weltmeisterschaft 1930 und informiert über die Vorrundenspiele dieses Wettbewerbs.

## Gruppe 1
| Pl. | Land        | Sp. | S | U | N | Tore    | Diff. | Punkte |
| --- | ----------- | --- | - | - | - | ------- | ----- | ------ |
| 1.  | Argentinien | 3   | 3 | 0 | 0 | 010:400 | +6    | 06:0   |
| 2.  | Chile       | 3   | 2 | 0 | 1 | 005:300 | +2    | 04:20  |
| 3.  | Frankreich  | 3   | 1 | 0 | 2 | 004:300 | +1    | 02:40  |
| 4.  | Mexiko      | 3   | 0 | 0 | 3 | 004:130 | −9    | 0:60   |

### Frankreich – Mexiko 4:1 (3:0)
| Frankreich                                                          | Frankreich | Mexiko | Mexiko |
| ------------------------------------------------------------------- | --- | --- | ------ |
| Frankreich                                                          | \| 1. Spieltag \| \| Sonntag, 13. Juli 1930 um 15:00 Uhr in Montevideo (Estadio Pocitos) \| \| Zuschauer: 4.444 \| \| Schiedsrichter: Domingo Lombardi ( Uruguay) \| \| Spielbericht \|                               | \| 1. Spieltag \| \| Sonntag, 13. Juli 1930 um 15:00 Uhr in Montevideo (Estadio Pocitos) \| \| Zuschauer: 4.444 \| \| Schiedsrichter: Domingo Lombardi ( Uruguay) \| \| Spielbericht \|                             | Mexiko |
| Frankreich                                                          | Alex Thépot – Augustin Chantrel, Étienne Mattler, Marcel Capelle, Alexandre Villaplane – Edmond Delfour, Marcel Pinel, Lucien Laurent – Ernest Libérati, André Maschinot, Marcel Langiller Cheftrainer: Raoul Caudron | Óscar Bonfiglio – Rafael Garza Gutiérrez , Manuel Rosas – Efraín Amézcua, Alfredo Sánchez, Felipe Rosas – Hilario López, José Ruiz, Dionisio Mejía, Juan Carreño, Luis Pérez Cheftrainer: Juan Luque de Serrallonga | Mexiko |
| Frankreich                                                          | 1:0 Laurent (19.) 2:0 Langiller (40.) 3:0 Maschinot (43.) 4:1 Maschinot (87.) | 3:1 Carreño (70.) | Mexiko |
| Frankreich                                                          | Alex Thépot schied in der 26. Minute verletzt aus; für ihn ging Augustin Chantrel ins Tor | | Mexiko |
| 1. Spieltag                                                         | | |        |
| Sonntag, 13. Juli 1930 um 15:00 Uhr in Montevideo (Estadio Pocitos) | | |        |
| Zuschauer: 4.444                                                    | | |        |
| Schiedsrichter: Domingo Lombardi ( Uruguay)                         | | |        |
| Spielbericht                                                        | | |        |

### Argentinien – Frankreich 1:0 (0:0)
| Argentinien                                                         | Argentinien | Frankreich | Frankreich |
| ------------------------------------------------------------------- | --- | --- | ---------- |
| Argentinien                                                         | \| 2. Spieltag \| \| Dienstag, 15. Juli 1930 um 16:00 Uhr in Montevideo (Parque Central) \| \| Zuschauer: 23.409 \| \| Schiedsrichter: Gilberto de Almeida Rêgo ( Brasilien) \| \| Spielbericht \|                                    | \| 2. Spieltag \| \| Dienstag, 15. Juli 1930 um 16:00 Uhr in Montevideo (Parque Central) \| \| Zuschauer: 23.409 \| \| Schiedsrichter: Gilberto de Almeida Rêgo ( Brasilien) \| \| Spielbericht \|                    | Frankreich |
| Argentinien                                                         | Ángel Bossio – José Della Torre, Ramón Muttis – Pedro Suárez, Luis Monti, Juan Evaristo – Natalio Perinetti, Francisco Varallo, Manuel Ferreira , Roberto Cherro, Marino Evaristo Cheftrainer: Francisco Olazar & Juan José Tramutola | Alex Thépot – Augustin Chantrel, Étienne Mattler, Marcel Capelle, Alexandre Villaplane – Edmond Delfour, Marcel Pinel, Lucien Laurent – Ernest Libérati, André Maschinot, Marcel Langiller Cheftrainer: Raoul Caudron | Frankreich |
| Argentinien                                                         | 1:0 Monti (81.) | | Frankreich |
| 2. Spieltag                                                         | | |            |
| Dienstag, 15. Juli 1930 um 16:00 Uhr in Montevideo (Parque Central) | | |            |
| Zuschauer: 23.409                                                   | | |            |
| Schiedsrichter: Gilberto de Almeida Rêgo ( Brasilien)               | | |            |
| Spielbericht                                                        | | |            |

### Chile – Mexiko 3:0 (1:0)
| Chile                                                               | Chile | Mexiko | Mexiko |
| ------------------------------------------------------------------- | --- | --- | ------ |
| Chile                                                               | \| 2. Spieltag \| \| Mittwoch, 16. Juli 1930 um 14:45 Uhr in Montevideo (Parque Central) \| \| Zuschauer: 9.249 \| \| Schiedsrichter: Henri Christophe ( Belgien) \| \| Spielbericht \|                                            | \| 2. Spieltag \| \| Mittwoch, 16. Juli 1930 um 14:45 Uhr in Montevideo (Parque Central) \| \| Zuschauer: 9.249 \| \| Schiedsrichter: Henri Christophe ( Belgien) \| \| Spielbericht \|                          | Mexiko |
| Chile                                                               | Roberto Cortés – Ulises Poirier, Víctor Morales – Humberto Elgueta, Guillermo Saavedra – Arturo Torres, Carlos Schneberger , Carlos Vidal, Eberardo Villalobos, Guillermo Subiabre, Tomás Ojeda Cheftrainer: György Orth ( Ungarn) | Isidoro Sota – Rafael Garza Gutiérrez , Manuel Rosas – Efraín Amézcua, Alfredo Sánchez, Felipe Rosas – Hilario López, José Ruiz, Dionisio Mejía, Juan Carreño, Luis Pérez Cheftrainer: Juan Luque de Serrallonga | Mexiko |
| Chile                                                               | 1:0 Vidal (3.) 2:0 M. Rosas (51., Eigentor) 3:0 Vidal (65.) | | Mexiko |
| 2. Spieltag                                                         | | |        |
| Mittwoch, 16. Juli 1930 um 14:45 Uhr in Montevideo (Parque Central) | | |        |
| Zuschauer: 9.249                                                    | | |        |
| Schiedsrichter: Henri Christophe ( Belgien)                         | | |        |
| Spielbericht                                                        | | |        |

### Chile – Frankreich 1:0 (0:0)
| Chile                                                                  | Chile | Frankreich | Frankreich |
| ---------------------------------------------------------------------- | --- | --- | ---------- |
| Chile                                                                  | \| 3. Spieltag \| \| Samstag, 19. Juli 1930 um 12:50 Uhr in Montevideo (Estadio Centenario) \| \| Zuschauer: 2.000 \| \| Schiedsrichter: Aníbal Tejada ( Uruguay) \| \| Spielbericht \|                                                | \| 3. Spieltag \| \| Samstag, 19. Juli 1930 um 12:50 Uhr in Montevideo (Estadio Centenario) \| \| Zuschauer: 2.000 \| \| Schiedsrichter: Aníbal Tejada ( Uruguay) \| \| Spielbericht \|                               | Frankreich |
| Chile                                                                  | Roberto Cortés – Ernesto Chaparro, Guillermo Riveros – Casimiro Torres, Guillermo Saavedra, Arturo Torres – Carlos Schneberger , Carlos Vidal, Eberardo Villalobos, Guillermo Subiabre, Tomás Ojeda Cheftrainer: György Orth ( Ungarn) | Alex Thépot – Augustin Chantrel, Étienne Mattler, Marcel Capelle, Alexandre Villaplane – Edmond Delfour, Marcel Pinel, Célestin Delmer – Ernest Libérati, Émile Veinante, Marcel Langiller Cheftrainer: Raoul Caudron | Frankreich |
| Chile                                                                  | 1:0 Subiabre (65.) | | Frankreich |
| Chile                                                                  | Saavedra scheitert an Alex Thépot (30.) | | Frankreich |
| 3. Spieltag                                                            | | |            |
| Samstag, 19. Juli 1930 um 12:50 Uhr in Montevideo (Estadio Centenario) | | |            |
| Zuschauer: 2.000                                                       | | |            |
| Schiedsrichter: Aníbal Tejada ( Uruguay)                               | | |            |
| Spielbericht                                                           | | |            |

### Argentinien – Mexiko 6:3 (3:1)
| Argentinien                                                            | Argentinien | Mexiko | Mexiko |
| ---------------------------------------------------------------------- | --- | --- | ------ |
| Argentinien                                                            | \| 3. Spieltag \| \| Samstag, 19. Juli 1930 um 15:00 Uhr in Montevideo (Estadio Centenario) \| \| Zuschauer: 42.110 \| \| Schiedsrichter: Ulises Saucedo ( Bolivien)[1] \| \| Spielbericht \|                                                                       | \| 3. Spieltag \| \| Samstag, 19. Juli 1930 um 15:00 Uhr in Montevideo (Estadio Centenario) \| \| Zuschauer: 42.110 \| \| Schiedsrichter: Ulises Saucedo ( Bolivien)[1] \| \| Spielbericht \|                                              | Mexiko |
| Argentinien                                                            | Ángel Bossio – José Della Torre, Fernando Paternóster – Alberto Chividini, Adolfo Zumelzú, Rodolfo Orlandini – Carlos Desiderio Peucelle, Guillermo Stábile, Francisco Varallo, Attilio Demaría, Carlos Spadaro Cheftrainer: Francisco Olazar & Juan José Tramutola | Óscar Bonfiglio – Francisco Garza Gutiérrez, Rafael Garza Gutiérrez – Raymundo Rodríguez, Alfredo Sánchez, Manuel Rosas – Felipe Olivares, Juan Carreño, Roberto Gayón, Hilario López, Felipe Rosas Cheftrainer: Juan Luque de Serrallonga | Mexiko |
| Argentinien                                                            | 1:0 Stábile (8.) 2:0 Zumelzú (12.) 3:0 Stábile (17.) 4:1 Varallo (53.) 5:1 Zumelzú (55.) 6:3 Stábile (80.) | 3:1 M. Rosas (42., Elfmeter) 5:2 M. Rosas (65., Elfmeternachschuss) 5:3 Gayón (75.) | Mexiko |
| Argentinien                                                            | Fernando Paternóster scheitert an Oscar Bonfiglio (23.) | M. Rosas scheitert an Ángel Bossio (65.) | Mexiko |
| 3. Spieltag                                                            | | |        |
| Samstag, 19. Juli 1930 um 15:00 Uhr in Montevideo (Estadio Centenario) | | |        |
| Zuschauer: 42.110                                                      | | |        |
| Schiedsrichter: Ulises Saucedo ( Bolivien)                             | | |        |
| Spielbericht                                                           | | |        |

### Argentinien – Chile 3:1 (2:1)
| Argentinien                                                             | Argentinien | Chile | Chile |
| ----------------------------------------------------------------------- | --- | --- | ----- |
| Argentinien                                                             | \| 4. Spieltag \| \| Dienstag, 22. Juli 1930 um 14:45 Uhr in Montevideo (Estadio Centenario) \| \| Zuschauer: 41.459 \| \| Schiedsrichter: John Langenus ( Belgien) \| \| Spielbericht \|                                                                     | \| 4. Spieltag \| \| Dienstag, 22. Juli 1930 um 14:45 Uhr in Montevideo (Estadio Centenario) \| \| Zuschauer: 41.459 \| \| Schiedsrichter: John Langenus ( Belgien) \| \| Spielbericht \|                                             | Chile |
| Argentinien                                                             | Ángel Bossio – José Della Torre, Fernando Paternóster – Juan Evaristo, Luis Monti, Rodolfo Orlandini – Carlos Desiderio Peucelle, Guillermo Stábile, Francisco Varallo, Manuel Ferreira , Marino Evaristo Cheftrainer: Francisco Olazar & Juan José Tramutola | Roberto Cortés – Ernesto Chaparro, Víctor Morales – Casimiro Torres, Guillermo Saavedra, Arturo Torres – Juan Aguilera, Carlos Vidal, Eberardo Villalobos, Guillermo Subiabre , Guillermo Arellano Cheftrainer: György Orth ( Ungarn) | Chile |
| Argentinien                                                             | 1:0 Stábile (12.) 2:0 Stábile (13.) 3:1 M. Evaristo (51.) | 2:1 Subiabre (15.) | Chile |
| 4. Spieltag                                                             | | |       |
| Dienstag, 22. Juli 1930 um 14:45 Uhr in Montevideo (Estadio Centenario) | | |       |
| Zuschauer: 41.459                                                       | | |       |
| Schiedsrichter: John Langenus ( Belgien)                                | | |       |
| Spielbericht                                                            | | |       |

## Gruppe 2
| Pl. | Land        | Sp. | S | U | N | Tore    | Diff. | Punkte |
| --- | ----------- | --- | - | - | - | ------- | ----- | ------ |
| 1.  | Jugoslawien | 2   | 2 | 0 | 0 | 006:100 | +5    | 04:0   |
| 2.  | Brasilien   | 2   | 1 | 0 | 1 | 005:200 | +3    | 02:20  |
| 3.  | Bolivien    | 2   | 0 | 0 | 2 | 000:800 | −8    | 0:40   |

### Jugoslawien – Brasilien 2:1 (2:0)
| Jugoslawien                                                       | Jugoslawien | Brasilien | Brasilien |
| ----------------------------------------------------------------- | --- | --- | --------- |
| Jugoslawien                                                       | \| 1. Spieltag \| \| Montag, 14. Juli 1930 um 12:45 Uhr in Montevideo (Parque Central) \| \| Zuschauer: 24.059 \| \| Schiedsrichter: Aníbal Tejada ( Uruguay) \| \| Spielbericht \|                                                   | \| 1. Spieltag \| \| Montag, 14. Juli 1930 um 12:45 Uhr in Montevideo (Parque Central) \| \| Zuschauer: 24.059 \| \| Schiedsrichter: Aníbal Tejada ( Uruguay) \| \| Spielbericht \| | Brasilien |
| Jugoslawien                                                       | Milovan Jakšić – Milutin Ivković , Dragan Mihajlović – Milorad Arsenijević, Ljubiša Stefanović, Momćilo Djokić – Aleksandar Tirnanić, Blagoje Marjanović, Ivan Bek, Đorđe Vujadinović, Branislav Sekulić Cheftrainer: Boško Simonović | Joel – Brilhante, Italia – Hermógenes, Fausto, Fernando Giudicelli – Poly, Nilo, Araken, Preguinho , Teofilo Cheftrainer: Píndaro de Carvalho                                       | Brasilien |
| Jugoslawien                                                       | 1:0 Tirnanić (21.) 2:0 Bek (30.) | 2:1 Preguinho (62.) | Brasilien |
| 1. Spieltag                                                       | | |           |
| Montag, 14. Juli 1930 um 12:45 Uhr in Montevideo (Parque Central) | | |           |
| Zuschauer: 24.059                                                 | | |           |
| Schiedsrichter: Aníbal Tejada ( Uruguay)                          | | |           |
| Spielbericht                                                      | | |           |

### Jugoslawien – Bolivien 4:0 (0:0)
| Jugoslawien                                                           | Jugoslawien | Bolivien | Bolivien |
| --------------------------------------------------------------------- | --- | --- | -------- |
| Jugoslawien                                                           | \| 2. Spieltag \| \| Donnerstag, 17. Juli 1930 um 12:45 Uhr in Montevideo (Parque Central) \| \| Zuschauer: 18.306 \| \| Schiedsrichter: Francisco Mateucci ( Uruguay) \| \| Spielbericht \|                                            | \| 2. Spieltag \| \| Donnerstag, 17. Juli 1930 um 12:45 Uhr in Montevideo (Parque Central) \| \| Zuschauer: 18.306 \| \| Schiedsrichter: Francisco Mateucci ( Uruguay) \| \| Spielbericht \|                            | Bolivien |
| Jugoslawien                                                           | Milovan Jakšić – Milutin Ivković , Dragan Mihajlović – Milorad Arsenijević, Ljubiša Stefanović, Momćilo Djokić – Aleksandar Tirnanić, Blagoje Marjanović, Ivan Bek, Đorđe Vujadinović, Dragutin Najdanović Cheftrainer: Boško Simonović | Jesús Bermúdez – Segundo Durandal, Casiano Chavarría – Juan Argote, Diógenes Lara, Jorge Luis Valderrama – Gumercindo Gómez, José Bustamante, Rafael Méndez , Mario Alborta, René Fernández Cheftrainer: Ulises Saucedo | Bolivien |
| Jugoslawien                                                           | 1:0 Bek (60.) 2:0 Marjanovic (65.) 3:0 Bek (67.) 4:0 Vujadinovic (85.) | | Bolivien |
| 2. Spieltag                                                           | | |          |
| Donnerstag, 17. Juli 1930 um 12:45 Uhr in Montevideo (Parque Central) | | |          |
| Zuschauer: 18.306                                                     | | |          |
| Schiedsrichter: Francisco Mateucci ( Uruguay)                         | | |          |
| Spielbericht                                                          | | |          |

### Brasilien – Bolivien 4:0 (1:0)
| Brasilien                                                              | Brasilien | Bolivien | Bolivien |
| ---------------------------------------------------------------------- | --- | --- | -------- |
| Brasilien                                                              | \| 3. Spieltag \| \| Sonntag, 20. Juli 1930 um 13:00 Uhr in Montevideo (Estadio Centenario) \| \| Zuschauer: 25.466 \| \| Schiedsrichter: Thomas Balvay ( Frankreich) \| \| Spielbericht \| | \| 3. Spieltag \| \| Sonntag, 20. Juli 1930 um 13:00 Uhr in Montevideo (Estadio Centenario) \| \| Zuschauer: 25.466 \| \| Schiedsrichter: Thomas Balvay ( Frankreich) \| \| Spielbericht \|                                 | Bolivien |
| Brasilien                                                              | Velloso – Zé Luiz, Italia – Hermógenes, Fausto, Fernando Giudicelli – Benedicto, Russinho, Carvalho Leite, Preguinho , Moderato Cheftrainer: Píndaro de Carvalho                            | Jesús Bermúdez – Segundo Durandal, Casiano Chavarría – Renato Sáinz, Diógenes Lara, Jorge Luis Valderrama – Eduardo Reyes Ortíz, José Bustamante, Rafael Méndez , Mario Alborta, René Fernández Cheftrainer: Ulises Saucedo | Bolivien |
| Brasilien                                                              | 1:0 Moderato (37.) 2:0 Preguinho (57.) 3:0 Moderato (73.) 4:0 Preguinho (83.) | | Bolivien |
| 3. Spieltag                                                            | | |          |
| Sonntag, 20. Juli 1930 um 13:00 Uhr in Montevideo (Estadio Centenario) | | |          |
| Zuschauer: 25.466                                                      | | |          |
| Schiedsrichter: Thomas Balvay ( Frankreich)                            | | |          |
| Spielbericht                                                           | | |          |

## Gruppe 3
| Pl. | Land     | Sp. | S | U | N | Tore    | Diff. | Punkte |
| --- | -------- | --- | - | - | - | ------- | ----- | ------ |
| 1.  | Uruguay  | 2   | 2 | 0 | 0 | 005:000 | +5    | 04:0   |
| 2.  | Rumänien | 2   | 1 | 0 | 1 | 003:500 | −2    | 02:20  |
| 3.  | Peru     | 2   | 0 | 0 | 2 | 001:400 | −3    | 0:40   |

### Rumänien – Peru 3:1 (1:0)
| Rumänien                                                           | Rumänien | Peru | Peru |
| ------------------------------------------------------------------ | --- | --- | ---- |
| Rumänien                                                           | \| 1. Spieltag \| \| Montag, 14. Juli 1930 um 14:50 Uhr in Montevideo (Estadio Pocitos) \| \| Zuschauer: 2.549 \| \| Schiedsrichter: Alberto Warnken ( Chile) \| \| Spielbericht \|                                         | \| 1. Spieltag \| \| Montag, 14. Juli 1930 um 14:50 Uhr in Montevideo (Estadio Pocitos) \| \| Zuschauer: 2.549 \| \| Schiedsrichter: Alberto Warnken ( Chile) \| \| Spielbericht \|                                                                           | Peru |
| Rumänien                                                           | Ion Lăpușneanu – Adalbert Steiner, Rudolf Bürger – Ladislau Raffinsky, Alfred Eisenbeisser, Emerich Vogl – Nicolae Kovacs, Adalbert Deșu, Rudolf Wetzer, Constantin Stanciu, Ștefan Barbu Cheftrainer: Constantin Rădulescu | Juan Valdivieso – Mario de las Casas, Alberto Soria – Alberto Denegri, Plácido Galindo , Domingo García – José María Lavalle, Julio Lores, Alejandro Villanueva, Demetrio Neyra, Luis Souza (80. Lizardo Rodríguez Nué) Cheftrainer: Francisco Brú ( Spanien) | Peru |
| Rumänien                                                           | 1:0 Deșu (1.) 2:1 Stanciu (77.) 3:1 Kovacs (85.) | 1:1 Souza (63.) | Peru |
| Rumänien                                                           | Adalbert Steiner bricht sich nach einem Foul das Bein – Rumänien spielt mit 10 Mann weiter | Platzverweis: Plácido Galindo (70.) | Peru |
| 1. Spieltag                                                        | | |      |
| Montag, 14. Juli 1930 um 14:50 Uhr in Montevideo (Estadio Pocitos) | | |      |
| Zuschauer: 2.549                                                   | | |      |
| Schiedsrichter: Alberto Warnken ( Chile)                           | | |      |
| Spielbericht                                                       | | |      |

### Uruguay – Peru 1:0 (0:0)
| Uruguay                                                                | Uruguay | Peru | Peru |
| ---------------------------------------------------------------------- | --- | --- | ---- |
| Uruguay                                                                | \| 2. Spieltag \| \| Freitag, 18. Juli 1930 um 14:30 Uhr in Montevideo (Estadio Centenario)[4] \| \| Zuschauer: 57.735 \| \| Schiedsrichter: John Langenus ( Belgien) \| \| Spielbericht \|                                 | \| 2. Spieltag \| \| Freitag, 18. Juli 1930 um 14:30 Uhr in Montevideo (Estadio Centenario)[4] \| \| Zuschauer: 57.735 \| \| Schiedsrichter: John Langenus ( Belgien) \| \| Spielbericht \|                                       | Peru |
| Uruguay                                                                | Enrique Ballestrero – José Nasazzi , Domingo Tejera – José Leandro Andrade, Lorenzo Fernández, Álvaro Gestido – Santos Urdinarán, Héctor Castro, Pedro Petrone, José Pedro Cea, Santos Iriarte Cheftrainer: Alberto Suppici | Jorge Pardón – Mario de las Casas, Antonio Maquilón – Alberto Denegri, Plácido Galindo, Eduardo Astengo – José María Lavalle, Julio Lores, Alejandro Villanueva, Demetrio Neyra, Luis Souza Cheftrainer: Francisco Brú ( Spanien) | Peru |
| Uruguay                                                                | 1:0 Castro (65.) | | Peru |
| 2. Spieltag                                                            | | |      |
| Freitag, 18. Juli 1930 um 14:30 Uhr in Montevideo (Estadio Centenario) | | |      |
| Zuschauer: 57.735                                                      | | |      |
| Schiedsrichter: John Langenus ( Belgien)                               | | |      |
| Spielbericht                                                           | | |      |

### Uruguay – Rumänien 4:0 (4:0)
| Uruguay                                                               | Uruguay | Rumänien | Rumänien |
| --------------------------------------------------------------------- | --- | --- | -------- |
| Uruguay                                                               | \| 3. Spieltag \| \| Montag, 21. Juli 1930 um 14:50 Uhr in Montevideo (Estadio Centenario) \| \| Zuschauer: 70.022 \| \| Schiedsrichter: Gilberto de Almeida Rêgo ( Brasilien) \| \| Spielbericht \|                             | \| 3. Spieltag \| \| Montag, 21. Juli 1930 um 14:50 Uhr in Montevideo (Estadio Centenario) \| \| Zuschauer: 70.022 \| \| Schiedsrichter: Gilberto de Almeida Rêgo ( Brasilien) \| \| Spielbericht \|              | Rumänien |
| Uruguay                                                               | Enrique Ballestrero – José Nasazzi , Ernesto Mascheroni – José Leandro Andrade, Lorenzo Fernández, Álvaro Gestido – Pablo Dorado, Héctor Scarone, Peregrino Anselmo, José Pedro Cea, Santos Iriarte Cheftrainer: Alberto Suppici | Ion Lăpușneanu – Iosif Czako, Rudolf Bürger – Corneliu Robe, Alfred Eisenbeisser, Emerich Vogl – Nicolae Kovacs, Adalbert Deșu, Rudolf Wetzer, Ladislau Raffinsky, Ștefan Barbu Cheftrainer: Constantin Rădulescu | Rumänien |
| Uruguay                                                               | 1:0 Dorado (7.) 2:0 Scarone (26.) 3:0 Anselmo (31.) 4:0 Cea (35.) | | Rumänien |
| 3. Spieltag                                                           | | |          |
| Montag, 21. Juli 1930 um 14:50 Uhr in Montevideo (Estadio Centenario) | | |          |
| Zuschauer: 70.022                                                     | | |          |
| Schiedsrichter: Gilberto de Almeida Rêgo ( Brasilien)                 | | |          |
| Spielbericht                                                          | | |          |

## Gruppe 4
| Pl. | Land     | Sp. | S | U | N | Tore    | Diff. | Punkte |
| --- | -------- | --- | - | - | - | ------- | ----- | ------ |
| 1.  | USA      | 2   | 2 | 0 | 0 | 006:000 | +6    | 04:0   |
| 2.  | Paraguay | 2   | 1 | 0 | 1 | 001:300 | −2    | 02:20  |
| 3.  | Belgien  | 2   | 0 | 0 | 2 | 000:400 | −4    | 0:40   |

### Vereinigte Staaten – Belgien 3:0 (2:0)
| Vereinigte Staaten                                                 | Vereinigte Staaten | Belgien | Belgien |
| ------------------------------------------------------------------ | --- | --- | ------- |
| Vereinigte Staaten                                                 | \| 1. Spieltag \| \| Sonntag, 13. Juli 1930 um 15:00 Uhr in Montevideo (Parque Central) \| \| Zuschauer: 18.346 \| \| Schiedsrichter: José Macías ( Argentinien) \| \| Spielbericht \|               | \| 1. Spieltag \| \| Sonntag, 13. Juli 1930 um 15:00 Uhr in Montevideo (Parque Central) \| \| Zuschauer: 18.346 \| \| Schiedsrichter: José Macías ( Argentinien) \| \| Spielbericht \|                               | Belgien |
| Vereinigte Staaten                                                 | Jimmy Douglas – Alexander Wood, George Moorhouse – James Gallagher, Raphael Tracey, Andrew Auld – Jim Brown, Billy Gonsalves, Bertram Patenaude, Tom Florie , Bart McGhee Cheftrainer: Robert Millar | Arnold Badjou – Théodore Nouwens, Nicolas Hoydonckx – Pierre Braine , August Hellemans, Jean De Clercq – Louis Versyp, Bernard Voorhoof, Ferdinand Adams, Jacques Moeschal, Jan Diddens Cheftrainer: Hector Goetinck | Belgien |
| Vereinigte Staaten                                                 | 1:0 McGhee (23.) 2:0 Florie (45.) 3:0 Patenaude (69.) | | Belgien |
| 1. Spieltag                                                        | | |         |
| Sonntag, 13. Juli 1930 um 15:00 Uhr in Montevideo (Parque Central) | | |         |
| Zuschauer: 18.346                                                  | | |         |
| Schiedsrichter: José Macías ( Argentinien)                         | | |         |
| Spielbericht                                                       | | |         |

### Vereinigte Staaten – Paraguay 3:0 (2:0)
| Vereinigte Staaten                                                    | Vereinigte Staaten | Paraguay | Paraguay |
| --------------------------------------------------------------------- | --- | --- | -------- |
| Vereinigte Staaten                                                    | \| 2. Spieltag \| \| Donnerstag, 17. Juli 1930 um 14:45 Uhr in Montevideo (Parque Central) \| \| Zuschauer: 18.306 \| \| Schiedsrichter: José Macías ( Argentinien) \| \| Spielbericht \|            | \| 2. Spieltag \| \| Donnerstag, 17. Juli 1930 um 14:45 Uhr in Montevideo (Parque Central) \| \| Zuschauer: 18.306 \| \| Schiedsrichter: José Macías ( Argentinien) \| \| Spielbericht \|                                                       | Paraguay |
| Vereinigte Staaten                                                    | Jimmy Douglas – Alexander Wood, George Moorhouse – James Gallagher, Raphael Tracey, Andrew Auld – Jim Brown, Billy Gonsalves, Bertram Patenaude, Tom Florie , Bart McGhee Cheftrainer: Robert Millar | Modesto Denis – Quiterio Olmedo, José Miracca – Romildo Etcheverry, Eusebio Díaz, Francisco Aguirre – Lino Nessi, Diógenes Domínguez, Aurelio González, Delfín Benítez Cáceres, Luis Vargas Peña Cheftrainer: José Durand Laguna ( Argentinien) | Paraguay |
| Vereinigte Staaten                                                    | 1:0 Patenaude (10.) 2:0 Patenaude (15.) 3:0 Patenaude (50.) | | Paraguay |
| 2. Spieltag                                                           | | |          |
| Donnerstag, 17. Juli 1930 um 14:45 Uhr in Montevideo (Parque Central) | | |          |
| Zuschauer: 18.306                                                     | | |          |
| Schiedsrichter: José Macías ( Argentinien)                            | | |          |
| Spielbericht                                                          | | |          |

### Paraguay – Belgien 1:0 (1:0)
| Paraguay                                                               | Paraguay | Belgien | Belgien |
| ---------------------------------------------------------------------- | --- | --- | ------- |
| Paraguay                                                               | \| 3. Spieltag \| \| Sonntag, 20. Juli 1930 um 15:00 Uhr in Montevideo (Estadio Centenario) \| \| Zuschauer: 12.000 \| \| Schiedsrichter: Ricardo Vallarino ( Uruguay) \| \| Spielbericht \|                                                   | \| 3. Spieltag \| \| Sonntag, 20. Juli 1930 um 15:00 Uhr in Montevideo (Estadio Centenario) \| \| Zuschauer: 12.000 \| \| Schiedsrichter: Ricardo Vallarino ( Uruguay) \| \| Spielbericht \|                       | Belgien |
| Paraguay                                                               | Pedro Benítez – Quiterio Olmedo, Salvador Flores – Santiago Benítez, Eusebio Díaz, Tranquilino Garcete – Lino Nessi, Gerardo Romero, Aurelio González, Delfín Benítez Cáceres, Luis Vargas Peña Cheftrainer: José Durand Laguna ( Argentinien) | Arnold Badjou – Henri De Deken, Nicolas Hoydonckx – Pierre Braine , August Hellemans, Jacques Moeschal – Louis Versyp, Gérard Delbeke, Théodore Nouwens, Ferdinand Adams, Jan Diddens Cheftrainer: Hector Goetinck | Belgien |
| Paraguay                                                               | 1:0 Peña (40.) | | Belgien |
| 3. Spieltag                                                            | | |         |
| Sonntag, 20. Juli 1930 um 15:00 Uhr in Montevideo (Estadio Centenario) | | |         |
| Zuschauer: 12.000                                                      | | |         |
| Schiedsrichter: Ricardo Vallarino ( Uruguay)                           | | |         |
| Spielbericht                                                           | | |         |